# Бахрейнский национальный стадион
«Бахрейнский национальный стадион» (араб. ستاد البحرين الوطني‎) — мультиспортивный стадион в городе Эр-Рифа, Бахрейн. Открыт в 1982 году. Домашняя арена национальной сборной Бахрейна и местных футбольных клубов. Вмещает 35, 580 тысяч человек. Стадион принимал матчи Кубка наций Персидского залива по футболу 2013, перед этим был реконструирован в декабре 2012 года.